# Milan-San Remo 1920
La 13e édition de la course cycliste, Milan-San Remo a eu lieu le 25 mars 1920 et a été remportée par l'Italien Gaetano Belloni.

## Classement final
|    | Cycliste            | Pays   | Équipe          | Temps           |
| -- | ------------------- | ------ | --------------- | --------------- |
| 1  | Gaetano Belloni     | Italie | Bianchi-Pirelli | 9 h 27 min 00 s |
| 2  | Henri Pélissier     | France | -               | + 0 s           |
| 3  | Costante Girardengo | Italie | -               | + 0 s           |
| 4  | Giuseppe Azzini     | Italie | Bianchi-Pirelli | + 0 s           |
| 5  | Giovanni Brunero    | Italie | Legnano-Pirelli | + 0 s           |
| 6  | Louis Luguet        | France | Bianchi-Pirelli | + 15 min 00 s   |
| 7  | Francis Pelissier   | France | -               | + 15 min 00 s   |
| 8  | Ugo Agostoni        | Italie | Bianchi-Pirelli | + 26 min 30 s   |
| 9  | Alfredo Sivocci     | Italie | Legnano-Pirelli | + 34 min 00 s   |
| 10 | Jean Alavoine       | France | -               | + 41 min 00 s   |